# Sfîrșitul nopții (film)
Sfîrșitul nopții este un film românesc din 1983 regizat de Mircea Veroiu. Rolurile principale au fost interpretate de actorii Mircea Diaconu, Gheorghe Visu și Ion Vîlcu.

## Distribuție
Distribuția filmului este alcătuită din:
- Mircea Diaconu — procurorul Matei
- Gheorghe Visu — vatmanul Gheorghe N. Toma, anchetat pentru un accident
- Ion Vîlcu — procurorul Horia, colegul procurorului Matei
- Magda Catone — Mariana, o fată descurcăreață
- Cornel Patrichi — interlopul Giani Brigagiu
- Mariana Buruiană — studenta Dana, colega de cameră a Sandei
- Simona Măicănescu — studenta Sanda, iubita procurorului
- Petre Tanasievici — cpt. de miliție Petru
- Constantin Brânzea — Tudor, fostul coleg de cămin al lui Toma
- Zaharia Volbea
- Radu Vaida — recidivistul cuțitar
- Boris Petroff — taximetristul
- Răzvan Vasilescu — Ilie Goanță, hoțul de butelii
- Vasile Muraru — vatmanul nou, înlocuitorul lui Toma
- Theo Cojocaru
- Teli Barbu
- Nicolae Ivănescu
- Constantin Cojocaru — Vasile, angajat la o florărie, martor al accidentului
- Sorin Balaban
- Carmen Trocan — logodnica lui Tudor
- Adriana Șchiopu — dansatoarea Zamfira Dumitru de la Hotelul Dorobanți
- Mioara Ifrim
- Rodica Popescu Bitănescu — soția unui ștab mare
- Dumitru Dimitrie
- Șerban Celea
- Adrian Ștefănescu